# MS Maersk Stepnica
MS Maersk Stepnica – kontenerowiec należący do duńskiego przedsiębiorstwa A. P. Moller-Maersk Group. Mierzy 334 metry długości oraz 43 metry szerokości. Jego pojemność wynosi 8379 TEU.
Został zbudowany w koreańskiej stoczni Hyundai Heavy Industries w Ulsan i zwodowany 19 lutego 2008 roku. Nazwę nadano mu 3 czerwca 2008 roku w porcie w Rotterdamie a w chrzcie statku uczestniczył wójt Stepnicy.
Jest pierwszym z serii pięciu statków klasy, której nazwę nadaje – "Maersk Stepnica class". Pozostałe statki z tej serii, to:
- MS Maersk Salalah,
- MS Maersk Salina,
- MS Maersk Savannah,
- MS Maersk Stockholm.